# Système Kontsevitch
Le système Kontsevitch (en russe : Систе́ма Конце́вича, tr. Sistema Kontsevitcha, API : /sʲɪˈsʲtʲemə kɐnˈt͡sɛvʲɪt͡ɕə/) est un système pour la cyrillisation de la langue coréenne. C'est le principal système utilisé pour produire des versions transcrites en cyrillique de textes coréens. Le système est inventé par le mathématicien russe Lev Kontsevitch.
Il reçoit l'Ordre du Mérite de la culture Eun-Gwan pour cette invention en octobre 2012.